# Тамаш Кендереші
Тамаш Кендереші (угор. Kenderesi Tamás, нар. 23 грудня 1996, Боньхад, Угорщина) — угорський плавець, бронзовий призер Олімпійських ігор 2016 року.

## Виступи на Олімпійських іграх
| Олімпіада | Дисципліна       | Місце |
| --------- | ---------------- | ----- |
| Ріо 2016  | 200 м батерфляєм | 3     |